# Великий Хриб
Великий Хриб (словен. Veliki Hrib) — поселення в общині Камник, Осреднєсловенський регіон, Словенія. Висота над рівнем моря: 591,9 м.